# Talanta
Talanta ist eine wissenschaftliche Fachzeitschrift, die vom Elsevier-Verlag veröffentlicht wird. Die erste Ausgabe erschien im Juli 1958. Derzeit erscheint die Zeitschrift fünfzehnmal im Jahr. Es werden Artikel aus allen Bereichen der analytischen Chemie veröffentlicht.
Der Impact Factor lag im Jahr 2019 bei 5,339. Nach der Statistik des ISI Web of Knowledge wurde das Journal 2014 in der Kategorie analytische Chemie an elfter Stelle von 74 Zeitschriften.
Chefredakteur ist Jean-Michel Kauffmann (Université Libre de Bruxelles), Belgien.